# Thirteen (Robert Miles)
Thirteen (stilizzato come Th1rt3en) è l'ultimo album di Robert Miles. Pubblicato nel febbraio 2011, rappresenta il ritorno dell'artista dopo sette anni da Miles Gurtu.
Nel disco hanno collaborato Robert Fripp, Mike Patton e John Thorne.

## Tracce
1. Orchid Miracle
2. Moving
3. Somnambulism
4. Everything or Nothing
5. Afterglow
6. Deep End
7. Black Rubber
8. Miniature World
9. Antimony
10. Archives
11. Voices from a Submerged Sea
12. Nonsense
13. The Wolf